# Еттінген (Базель-Ланд)
Еттінген (нім. Ettingen) — громада  в Швейцарії в кантоні Базель-Ланд, округ Арлесгайм.

## Географія
Громада розташована на відстані близько 60 км на північ від Берна, 15 км на захід від Лісталя.
Еттінген має площу 6,3 км², з яких на 17,1% дозволяється будівництво (житлове та будівництво доріг), 33,3% використовуються в сільськогосподарських цілях, 49,6% зайнято лісами, 0% не є продуктивними (річки, льодовики або гори).

## Демографія
2019 року в громаді мешкало 5354 особи (+10,9% порівняно з 2010 роком), іноземців було 18,3%. Густота населення становила 847 осіб/км².
За віковим діапазоном населення розподілялося таким чином: 18,9% — особи молодші 20 років, 58,2% — особи у віці 20—64 років, 22,9% — особи у віці 65 років та старші. Було 2396 помешкань (у середньому 2,2 особи в помешканні).
Із загальної кількості 1248 працюючих 52 було зайнятих в первинному секторі, 462 — в обробній промисловості, 734 — в галузі послуг.